# Othinosmia securicornis
Othinosmia securicornis är en biart som beskrevs av Peters 1984. Othinosmia securicornis ingår i släktet Othinosmia och familjen buksamlarbin. Inga underarter finns listade i Catalogue of Life.